# Campionati mondiali di ginnastica artistica 2011 - Sbarra

## Risultati
| Pos.    | Ginnasta         | Nazione     | Punteggio di partenza | Punteggio della giuria | Penalità | Totale |
| ------- | ---------------- | ----------- | --------------------- | ---------------------- | -------- | ------ |
| Oro     | Zou Kai          | Cina        | 7,700                 | 8,741                  | -        | 16,441 |
| Argento | Zhang Chenglong  | Cina        | 7,600                 | 8,766                  | -        | 16,366 |
| Bronzo  | Kōhei Uchimura   | Giappone    | 7,300                 | 9,033                  | -        | 16,333 |
| 4       | Fabian Hambüchen | Germania    | 7,500                 | 8,733                  | -        | 16,233 |
| 5       | Epke Zonderland  | Paesi Bassi | 7,400                 | 7,433                  | -        | 14,833 |
| 6       | Yusuke Tanaka    | Giappone    | 7,000                 | 7,700                  | -        | 14,700 |
| 7       | Philipp Boy      | Germania    | 7,000                 | 7,300                  | -        | 14,300 |
| 8       | John Orozco      | Stati Uniti | 5,900                 | 8,233                  | -        | 14,133 |